# Phragmodiscus himalayensis
Phragmodiscus himalayensis är en svampart som beskrevs av E. Müll. 1958. Phragmodiscus himalayensis ingår i släktet Phragmodiscus och familjen Lasiosphaeriaceae.   Inga underarter finns listade i Catalogue of Life.